# Canton de Montrevel-en-Bresse
Le canton de Montrevel-en-Bresse est une ancienne division administrative française, située dans le département de l'Ain en région Auvergne-Rhône-Alpes.

## Géographie
Ce canton était organisé autour de Montrevel-en-Bresse dans l'arrondissement de Bourg-en-Bresse. Son altitude variait de 183 m pour Jayat à 233 m pour Attignat, avec une moyenne de 213 m.

## Histoire

Localisation du canton dans l'Ain avant 2015

Par un décret datant du 4 janvier 1949, Saint-Sulpice, alors commune du canton de Bâgé-le-Châtel, est intégrée au canton le 9 janvier de la même année.
Conformément au décret du 13 février 2014, en application de la loi du 17 mai 2013 prévoyant le redécoupage des cantons français, le canton disparaît à l'issue des élections départementales de mars 2015. Il est entièrement englobé dans le canton d'Attignat.

## Représentation

### Conseillers généraux de 1833 à 2015
| Période | Période           | Identité                               | Étiquette   | Qualité |
| ------- | ----------------- | -------------------------------------- | ----------- | --- |
| 1833    | 1842              | Arthur Viennot de Vaublanc (1804-1868) |             | Ancien magistrat, propriétaire à Chaudenay (Saône-et-Loire) |
| 1842    | 1876 (décès)      | Frédéric Dufour                        |             | Imprimeur, rédacteur du Courrier de l'Ain, propriétaire à Marsonnas |
| 1876    | 1886 (décès)      | Honoré Bozonet                         | Républicain | Docteur-médecin, maire de Montrevel-en-Bresse (1864-1886), conseiller d'arrondissement                                                                                     |
| 1886    | 1922              | Paul Bozonet (fils du précédent)       | Rad.        | Médecin Député (1903-1914) - Maire de Montrevel-en-Bresse (1892-1925) |
| 1922    | 1940              | Prosper Blanc                          | Rad. ind.   | Député (1928-1940) Maire de Saint-Martin-le-Châtel, conseiller d'arrondissement Nommé conseiller départemental en 1942                                                     |
|         |                   |                                        |             | |
| 1945    | 1951              | Paul Mathieu                           | Rad.        | Retraité à Montrevel-en-Bresse |
| 1951    | 1964              | Abel Favier                            | CNIP        | Propriétaire à Montrevel-en-Bresse |
| 1964    | 1995 (annulation) | Louis Jannel                           | SE puis MRG | Médecin Maire de Montrevel-en-Bresse (1964-1995) Président de la Communauté de communes de Montrevel-en-Bresse, Député suppléant de Louis Robin (1981-1986)                |
| 1995    | 2008              | Bernard Fonteneau                      | DVG         | Journaliste à La Voix de l'Ain Président de la Communauté de communes de Montrevel-en-Bresse Maire d'Attignat (1989-2008) Suppléant du député André Godin (1997-2002)      |
| 2008    | 2015              | Jean-Pierre Roche                      | DVG         | Magistrat Vice-président du Conseil général (2008-2015) Maire de Montrevel-en-Bresse (1995-2020) Président de la Communauté de communes de Montrevel-en-Bresse (2008-2017) |

### Conseillers d'arrondissement (de 1833 à 1940)
| Période                                  | Période      | Identité                               | Étiquette           | Qualité |
| ---------------------------------------- | ------------ | -------------------------------------- | ------------------- | --- |
| 1833                                     | 1852         | Pierre Marie Antoine Huchet            |                     | Notaire, juge de paix, maire de Montrevel                                                                   |
| 1852                                     | 1864 (décès) | Vital Philibert Chevallier (1810-1864) |                     | Notaire, maire de Montrevel                                                                                 |
| 1864                                     | 1876         | Honoré Bozonnet                        | Républicain         | Docteur-médecin, maire de Montrevel-en-Bresse (1864-1886)                                                   |
| 1876                                     | 1886         | Jean-Baptiste Guimet                   |                     | Propriétaire à Foissiat                                                                                     |
| 1886                                     | 1919         | Félix Baissard                         | Républicain Radical | Négociant, maire de Foissiat                                                                                |
| 1919                                     | 1922         | Prosper Blanc                          | Républicain         | Maire de Saint-Martin-le-Châtel                                                                             |
| 1922                                     | 1937         | Pierre Debourg                         |                     | Propriétaire, maire de Béréziat                                                                             |
| 1937                                     | 1940         | Francisque Bourbon                     | Radical             | Cultivateur, maire de Curtafond                                                                             |
| 1940                                     |              |                                        |                     | Les conseils d'arrondissement ont été suspendus par la loi du 12 octobre 1940 et n'ont jamais été réactivés |
| Les données manquantes sont à compléter. |              |                                        |                     | |

Source : Journal Le Courrier de l'Ain sur le site des archives départementales.

## Composition
Le canton de Montrevel-en-Bresse regroupait quatorze communes :
| Nom                             | Code Insee | Intercommunalité                | Population (dernière pop. légale) |
| ------------------------------- | ---------- | ------------------------------- | --------------------------------- |
| Montrevel-en-Bresse (chef-lieu) | 01266      | CA du Bassin de Bourg-en-Bresse | 2 452 (2014)                      |
| Attignat                        | 01024      | CA du Bassin de Bourg-en-Bresse | 3 386 (2014)                      |
| Béréziat                        | 01040      | CA du Bassin de Bourg-en-Bresse | 477 (2014)                        |
| Confrançon                      | 01115      | CA du Bassin de Bourg-en-Bresse | 1 326 (2014)                      |
| Cras-sur-Reyssouze              | 01130      | CA du Bassin de Bourg-en-Bresse | 1 414 (2014)                      |
| Curtafond                       | 01140      | CA du Bassin de Bourg-en-Bresse | 771 (2014)                        |
| Étrez                           | 01154      | CA du Bassin de Bourg-en-Bresse | 820 (2014)                        |
| Foissiat                        | 01163      | CA du Bassin de Bourg-en-Bresse | 2 029 (2014)                      |
| Jayat                           | 01196      | CA du Bassin de Bourg-en-Bresse | 1 124 (2014)                      |
| Malafretaz                      | 01229      | CA du Bassin de Bourg-en-Bresse | 1 149 (2014)                      |
| Marsonnas                       | 01236      | CA du Bassin de Bourg-en-Bresse | 987 (2014)                        |
| Saint-Didier-d'Aussiat          | 01346      | CA du Bassin de Bourg-en-Bresse | 890 (2014)                        |
| Saint-Martin-le-Châtel          | 01375      | CA du Bassin de Bourg-en-Bresse | 804 (2014)                        |
| Saint-Sulpice                   | 01387      | CA du Bassin de Bourg-en-Bresse | 214 (2014)                        |

## Démographie
| 1962   | 1968  | 1975  | 1982   | 1990   | 1999   | 2006   | 2011   | 2012   |
| ------ | ----- | ----- | ------ | ------ | ------ | ------ | ------ | ------ |
| 10 450 | 9 917 | 9 946 | 11 025 | 11 374 | 12 416 | 14 748 | 16 778 | 17 145 |